# Haagse Hout
Haagse Hout is sinds 1988 een stadsdeel van Den Haag.
De oude benaming voor dit gebied was 'Die Haghe Houte', vandaar de huidige naam Haagse Hout.
Het stadsdeel telde in 2022 48.072 inwoners.
Het stadsdeel bestaat uit vier wijken:
- Mariahoeve en Marlot
- Bezuidenhout
- Haagse Bos
- Benoordenhout

Het Haagse Bos is veruit het grootste groengebied. Dit langgerekte stadsbos verdeelt Haagse Hout in tweeën: Benoordenhout aan de ene kant en Bezuidenhout en Mariahoeve en Marlot aan de andere kant.

## Treinstations
- Station Den Haag Centraal
- Station Den Haag Laan van NOI
- Station Den Haag Mariahoeve